# 李义兵
李义兵，教授，1993年3月加入中国民主同盟。2002年被聘为中华人民共和国教育部第五批"长江学者"特聘教授，曾获得中国“全国优秀教师”、“湖南省十大杰出青年工作者”等称号。